# A Outra (telenovela de 2008)
A Outra é uma telenovela portuguesa, produzida e exibida pela TVI entre 24 de março de 2008 e 16 de novembro de 2008, em 209 capítulos, sendo substituída por Flor do Mar. Escrita por Tozé Martinho em coautoria com Mafalda Belmonte, Margarida da Mata Pereira e Isabel Sottomayor. A telenovela tem como locais de gravações Trás-os-Montes e Alto Douro, Lisboa e Moçambique.
Conta com Margarida Marinho, Nuno Homem de Sá, Dalila Carmo, Pedro Lima, Margarida Vila-Nova, Rodrigo Menezes, Almeno Gonçalves, Carla Andrino, Tozé Martinho, Lídia Franco, Sofia Nicholson, Pedro Carvalho, Maria José Paschoal, João Perry e Alexandra Leite nos papéis principais da trama.
A telenovela foi reexibida entre 10 de outubro de 2013 e 1 de julho de 2014, ao longo de 180 episódios, ao início da tarde, na TVI.
Foi novamente reposta mas desta vez, através do canal TVI Ficção, entre 25 de maio de 2015 e 23 de novembro de 2015, substituindo Fala-Me de Amor e antecedendo Meu Amor. Foi reposta nas madrugadas na TVI desde o dia 23 de setembro de 2020 e até ao dia 6 de janeiro de 2021, tendo substituído a novela Mar de Paixão e sendo substituída por Olhos nos Olhos (que foi suspensa após 4 episódios, para terminar a exibição da antes suspensa Santa Bárbara: A Série).

## Sinopse
Esta é uma história que joga sobretudo com os sentimentos de pessoas que encaram a vida de forma diferente.
Beatriz morre em África, numa situação muito confusa e polêmica. O marido, Rafael, terá tido culpa? Sabemos que com ele estava a sua amante, Catarina. Mantinha com ela um romance há muito tempo e que era conhecido da maior parte dos amigos e das pessoas que com eles lidava. Terá sido Catarina conivente na morte de Beatriz?
Henrique, o pai de Beatriz não acredita que a filha tenha morrido! Terá razão para ter essa dúvida? Ele próprio, em tempos, terá passado por algo semelhante, quando a sua mulher, Teresa, caiu ao mar. Tudo se passou um dia, quando passeavam no barco que ambos possuíam. O facto é que o corpo de Teresa nunca apareceu. O facto é que Teresa estava apaixonada pelo sócio do marido, Vasco Grilo, com quem ia fugir daí a poucos dias, tencionando pedir o divórcio.
Teresa terá morrido? E Vasco Grilo, que será feito dele?
Teresa era uma pessoa riquíssima, para além de tudo. Possuía explorações mineiras e propriedades agrícolas, além de um património móvel, muito valioso.
Quem está a sofrer com estas dúvidas todas são os filhos de Beatriz. Sobretudo Maria que agora diz que gosta de dois homens ao mesmo tempo. Ficará com algum deles? E eles, o que esperarão dela? O segundo filho, Kiko, fica muito afectado com a morte da mãe. Nem a sua namorada, Sofia, o consegue ajudar.
A enquadrar esta história, temos ainda a família Lima. A esta família tudo corre mal. O desemprego, a doença, a luta diária para seguirem em frente é, todos os dias, cada vez mais difícil. E a família Franco, a quem tudo corre bem. É uma família de sorte. Onde o dinheiro nunca falta e com todos os problemas que normalmente surgem, quando existe essa abundância.
Gente boa e gente má. Que se envolve em amores e desamores em ódios e paixões que se nós estivermos atentos, bem conseguimos identificar, com as ambiências que nos cercam todos os dias.
Há ainda António. Uma pessoa que nós todos conhecemos. É mulherengo e vive a sua própria filosofia de vida. Tenta ser correcto. Tenta ser honesto consigo. Tenta ser um bom amigo. Mas muitas vezes apenas consegue não magoar muito as pessoas que com ele lidam.
Da nossa predilecção é a história de Clara que com dois ou três dias de vida foi entregue pela mãe a Rosa. Rosa e Zé Bento têm cuidado dela como se fosse filha de ambos e dedicam-lhe um amor imenso. Clara tem agora quatro anos. Um dia a mãe biológica precisa da filha e quer tirá-la a Rosa e levá-la para longe. Será que consegue? Ou um grande amor tudo vence? Até o tribunal! Parece-me que conhecemos bem esta história, não conhecemos?
Esta é uma história que joga sobretudo com os sentimentos de pessoas que encaram a vida de forma diferente. Tendo como cenário zonas fantásticas de África, a beleza pura e selvagem do Nordeste Transmontano, ou locais paradisíacos da Grande Lisboa. 

## Elenco
O elenco regular da telenovela, apresentando pela ordem constante no genérico da telenovela:
| Actor/Actriz        | Personagem                                                | Notas           |
| ------------------- | --------------------------------------------------------- | --------------- |
| Margarida Marinho   | Teresa Lobo Pimenta / Beatriz Lobato Pimentel Gama / Rita | Protagonista    |
| Nuno Homem de Sá    | Rafael Gama                                               | Antagonista     |
| Dalila Carmo        | Catarina Alves                                            | Co-antagonista  |
| Pedro Lima (†)      | João Salgado                                              | Co-protagonista |
| Margarida Vila-Nova | Maria Lobato Pimentel Gama                                | Co-protagonista |
| Rodrigo Menezes (†) | António Vale                                              | Co-protagonista |
| Almeno Gonçalves    | José (Zé) Carlos Franco                                   | Coadjuvantes    |
| Carla Andrino       | Lúcia (Lu) Franco                                         | Coadjuvantes    |
| Paulo Oom           | Jorge Lima                                                | Coadjuvantes    |
| Sofia Nicholson     | Luísa Sousa Lima                                          | Coadjuvantes    |
| Maria José Paschoal | Senhora Teresa Lobato                                     | Coadjuvantes    |
| Maria D'Aires       | Rosa Silva                                                | Coadjuvantes    |
| Joaquim Nicolau     | José (Zé) Bento                                           | Coadjuvantes    |
| Luísa Ortigoso      | Paulina Saraiva                                           | Coadjuvantes    |
| Sónia Brazão        | Susana Mendes                                             | Coadjuvantes    |
| Pedro Teixeira      | Luís Sousa Lima                                           | Coadjuvantes    |
| Diana Chaves        | Vera Sousa Lima                                           | Coadjuvantes    |
| Jéssica Athayde     | Ana Rocha Carvalho                                        | Coadjuvantes    |
| Andreia Dinis       | Maria do Carmo Silva Gomes                                | Coadjuvantes    |
| Núria Madruga       | Joana Guerreiro                                           | Coadjuvantes    |
| Daniel Martinho     | Jacinto                                                   | Coadjuvantes    |
| Pedro Carvalho      | Francisco (Kiko) Lobato Pimentel Gama                     | Coadjuvantes    |
| Catarina Matos      | Dirce Santos                                              | Coadjuvantes    |
| Eric Santos         | Jair Santos                                               | Coadjuvantes    |
| Marta Andrino       | Sofia Franco                                              | Coadjuvantes    |
| Guilherme Barroso   | Ricardo Fiuza                                             | Coadjuvantes    |
| Carla Pires         | Glória                                                    | Coadjuvantes    |

#### De entre as participações especiais, fazem parte
| Actor/Actriz      | Personagem                   |
| ----------------- | ---------------------------- |
| Alexandra Leite   | Beatriz Lobato Pimentel Gama |
| João Perry        | Henrique Pimentel            |
| Lídia Franco      | Fernanda Pimentel            |
| Tozé Martinho (†) | Vasco Grilo                  |

#### Elenco Infantil
| Actor/Actriz      | Personagem                             |
| ----------------- | -------------------------------------- |
| André Caramujo    | Lucas Sousa Lima                       |
| Daniela Marques   | Clara (Clarinha) Silva Bento/Guerreiro |
| João Maria Prates | Duarte Lobato Pimentel Gama            |
| Vitalina Carvalho | Jéssica Santos                         |

## Audiência
No primeiro episódio a telenovela registou 21,1% de audiência média e 50,1% de share exibido a seguir ao Jornal Nacional. À semelhança de situações anteriores, esta telenovela acabou por se fixar no horário das 23 horas e também o último episódio foi exibido a um domingo logo a seguir ao Jornal Nacional, episódio este que acabou por obter o máximo da telenovela com 22,5% de audiência média e 55,2% de share. Os 209 episódios que compôs a telenovela registram 15,8% de audiência média e 44,4% de share.
Em sua retransmissão nas tardes da TVI o primeiro episódio atingiu 5,5% de audiência média e 33,6% de share. Já o derradeiro episódio registou 6,0% de audiência e 30,8% de share. Esta exibição teve média final de 5,4% de rating e 30,1% de share, um dos maiores êxitos nas tardes do canal.

## Curiosidades
- Teve título provisório de A Leoa;
- Mesmo com o sucesso de público e de crítico, a telenovela mudou constantemente de horário em sua exibição, ocupando as faixas das 21h00, 22h00 e 23h00, atingindo altos índices de audiências em todas elas;
- A Outra é considerada o último grande sucesso escrita por Tozé Martinho, já que as tramas seguintes escrita pelo novelista não foram bem aceites pelo público e pela crítica, fazendo a emissora perder a liderança;
- Durante as gravações da telenovela, a atriz Margarida Marinho, a grande protagonista da telenovela, descobriu que estava grávida de seu segundo filho e, devido a isto foi obrigada a abandonar as gravações da telenovela, acabando a sua personagem por morrer no episódio 120. Margarida Vila-Nova, intérprete de Maria, mostrava-se insatisfeita com o seu papel secundário. Com a saída de Margarida, que veste a pele de Teresa, a sua mãe ganhou maior destaque na história.[25]

## Banda Sonora

### CD1
| N.º | Título                          | Música            | Personagem                   | Duração |  |
| 1.  | "Papel Principal (Versão 2008)" | Adelaide Ferreira | Genérico e de Beatriz/Teresa |         |  |
| 2.  | "Sei De Um Rio"                 | Camané            |                              |         |  |
| 3.  | "Sagres"                        | Luís Represas     | Henrique                     |         |  |
| 4.  | "Sexto Andar"                   | Clã               | Maria                        |         |  |
| 5.  | "Por Uma Noite"                 | Klepht            | Susana e João                |         |  |
| 6.  | "Diz-me Tu (Para Onde Vão)"     | Paulo Gonzo       | Rafael                       |         |  |
| 7.  | "Foste Tu"                      | João Portugal     | Joana e Jorge                |         |  |
| 8.  | "Até Ao Fim do Fim"             | Ana Moura         |                              |         |  |
| 9.  | "Até ao Fundo do Mar"           | Pedro Coelho      |                              |         |  |
| 10. | "Ver-te Chegar"                 | Sépia             | Vasco e Fernanda             |         |  |
| 11. | "Entre O Sol e A Lua"           | Ricardo Azevedo   | Kiko                         |         |  |
| 12. | "Mais Uma Vez"                  | Fragmentos        | Ana e Luis                   |         |  |
| 13. | "A Outra"                       | Maria João        | Teresa                       |         |  |
| 14. | "Pintado a Carvão"              | Marco Medeiros    |                              |         |  |
| 15. | "Tu Já Não És"                  | Marco Rodrigues   | Zé Bento                     |         |  |

### CD2
| N.º | Título                               | Música                       | Personagem        | Duração |  |
| 1.  | "Estrada"                            | Mafalda Veiga                |                   |         |  |
| 2.  | "Pontes Entre Nós"                   | Pedro Abrunhosa & Bandemónio | Teresa e João     |         |  |
| 3.  | "Não Vou Partir"                     | Dino                         |                   |         |  |
| 4.  | "Deves Estar A Chegar"               | Oioai                        | Vila Flor         |         |  |
| 5.  | "(Assim) Azul"                       | Per7ume                      | Vera e António    |         |  |
| 6.  | "Fica Comigo (Páginas De Um Diário)" | Axel                         |                   |         |  |
| 7.  | "Tu Podes Ser"                       | Nuno Carrilha                | Lúcia e Zé Carlos |         |  |
| 8.  | "Fora De Tempo (Desistir De Tentar)" | Pluma                        | Carmo             |         |  |
| 10. | "E Se Amanhã"                        | Sinal                        | Luis e Ana        |         |  |
| 12. | "Dá-me Os Teus Olhos"                | Joana Pessoa                 |                   |         |  |
| 13. | "Fado"                               | David Cid/Isabel Milheiro    | Instrumental      |         |  |
| 14. | "Hill"                               | David Cid/Isabel Milheiro    | Instrumental      |         |  |

Temas Não Incluídos:
- M'Void - E se Amanhã
- Simplus - Falsa Liberdade (Fantasia) (Tema de Sofia)
- The Fray - Look After You
- Juanes - Me enamora